# Лабоха, Вадим Петрович
Вадим Петрович Лабоха — российский тренер по плаванию, заслуженный тренер России, мастер спорта Республики Беларусь по плаванию, бронзовый призёр VIII Республиканских юношеских игр по плаванию. Тренер паралимпийской сборной России по плаванию.

## Биография
Плаванием занимается с 1989 года. В 2000 году стал мастером спорта Республики Беларусь по плаванию и бронзовым призёром VIII Республиканских юношеских игр.
Окончил Полоцкий государственный университет по специальности «физическая культура», квалификация — учитель технического труда и физической культуры (2005). Также получил образование на кафедре экономики и управления ПГУ.
Тренерскую деятельность начал в 2005 году. Имеет опыт работы более 20 лет. С 2015 по 2016 год работал тренером паралимпийской сборной России по плаванию.

## Лучшие ученики
- Сергей Пунько — многократный чемпион и призёр Паралимпийских игр по плаванию, многократный чемпион мира и многократный чемпион России. Заслуженный мастер спорта Республики Беларусь и Заслуженный мастер спорта России[3].
- Роман Макаров — шестикратный чемпион летних Паралимпийских игр, восьмикратный чемпион мира, заслуженный мастер спорта России[4].

## Награды и достижения
- Заслуженный тренер России (2022);
- Медаль ордена «За заслуги перед Отечеством» II степени[5]
- премия мэра Москвы (2016);
- награда ФСО «Юность Москвы» за подготовку призёра чемпионата мира IPC по плаванию (2015, Великобритания);
- номинант президентской стипендии.[2]